# Lampruna strigifera
Lampruna strigifera är en fjärilsart som beskrevs av Adalbert Seitz 1921. Lampruna strigifera ingår i släktet Lampruna och familjen björnspinnare. Inga underarter finns listade i Catalogue of Life.